# Micatocomus petalacmoides
Micatocomus petalacmoides är en skalbaggsart som beskrevs av Maria Helena M. Galileo och Martins 1988. Micatocomus petalacmoides ingår i släktet Micatocomus och familjen långhorningar. Inga underarter finns listade i Catalogue of Life.